# Никифоровка
Ники́форовка (рос. Никифоровка) — село у складі Бузулуцького району Оренбурзької області, Росія.

## Населення
Населення — 135 осіб (2010; 176 у 2002).
Національний склад (станом на 2002 рік):
- росіяни — 87 %